# Ван ден Горберг, Юрген
Юрген ван ден Горберг (нидерл. Jurgen van den Goorbergh; родился 29 декабря 1969 года в Бреде, Нидерланды) — нидерландский авто- и мотогонщик; двукратный бронзовый призёр чемпионатов мира по суперспорту (2003-04).

## Общая информация
Среди болельщиков Юрген имеет прозвище Летучий голландец.

## Спортивная карьера
Ван ден Горберг начал свою серьёзную карьеру в нидерландском дорожном чемпионате в 1988 году (мотоциклы с объёмом двигателя 250 см³). Определённые успехи на этом уровне позволяют Юргену в 1991 году перейти в чемпионат мира (на эту же технику). Первые четыре года на мотоцикле марки Aprilla не приносят особых успехов, хотя в 1994 году голландцу удаётся занять 17-е место. Этот локальный успех позволяет Юргену уже в следующем году пересесть на мотоцикл компании Honda, что закрепляет его на более высоком уровне. В 1995-96 году уроженцу Бреды удаётся дважды подряд закончить сезон в классе 250сс вплотную к Top10.
К 1997 году, наработав нужный авторитет у спонсоров и руководства команд старшего класса чемпионата мира, ван ден Горберт переходит в 500-кубовый класс, где он выступает вплоть до конца 2002 года. Главные успехи в этом этапе карьеры голландца связаны с 1999-м годом, когда выступая на мотоцикле марки MuZ он дважды брал поул-позиции на этапах ЧМ. Через год — в 2000-м — Юрген проводит самый стабильный сезон: за 16 гонок чемпионата голландец 15 раз попадает в очки (в том числе впервые в карьере в старшем классе финиширует в Top5) и заканчивает год на 13-й позиции в личном зачёте. В 2003—2005 Юрген выступает в другом классе ЧМ — в суперспорте. Выступая на Yamaha он по разу выигрывает квалификацию и гонку, а также дважды завершает чемпионат на третьей строчке личного зачёта.
2005 год становится последним для голландца в шоссейно-кольцевом мотоспорте. Юрген успевает провести несколько гонок сразу в нескольких классах чемпионата мира — сезон начат в суперспорте; позже он проводит несколько гонок в MotoGP (заменяя травмированного Макоту Тамаду); позже ван ден Горберг проводит домашний голландский этап чемпионата мира в классе супербайк. Наиболее удачна попытка в MotoGP — под дождём на шанхайской трассе уроженец Бреды прорывается с 19-й стартовой позиции на шестое финишное место. Позже Юрген работал тестировал шины для программы Michelin в MotoGP, участвовал в ряде мотоциклетных чемпионатов по эндуро и супермото. С 2009 года ван ден Горберг регулярно выходит на старт ралли Дакар (с 2010 года — на багги).

## Статистика результатов в моторных видах спорта
| Легенда к таблице |                                                 |
| --- | ----------------------------------------------- |
| В таблице перечислены результаты всех гонок, в которых принимал участие гонщик. Строками таблицы являются сезоны, столбцами все гонки этапов соревнований. В клетках указаны сокращённое название этапа и результат, клетка дополнительно обозначена цветом. Расшифровка обозначений и цветов представлена в нижеследующей таблице. |                                                 |
| \| Пример \| Описание \| \| ------------ \| ----------------------------------------------- \| \| 1 \| Победитель \| \| 2 \| Второе место \| \| 3 \| Третье место \| \| \| Финишировал в очковой зоне \| \| \| Финишировал вне очковой зоны \| \| НКЛ \| Не классифицирован \| \| Сход \| Не финишировал \| \| НКВ \| Не прошёл квалификацию \| \| НПКВ \| Не прошёл предварительную квалификацию \| \| ДСК \| Дисквалифицирован \| \| ИСК \| Исключён из протокола соревнований \| \| НС \| Не стартовал в гонке \| \| Т \| Травмирован или болен \| \| ОТК \| Отказ от участия \| \| НТР \| Прибыл на соревнования, но на трассу не выезжал \| \| НПР \| Не прибыл к началу соревнований \| \| НД \| Недопущен до старта \| \| О \| Гонка отменена \| \| \| Не участвовал \| \| Поул-позиция \| \| \| Быстрый круг \| \| |                                                 |
| Пример | Описание                                        |
| 1 | Победитель                                      |
| 2 | Второе место                                    |
| 3 | Третье место                                    |
| | Финишировал в очковой зоне                      |
| | Финишировал вне очковой зоны                    |
| НКЛ | Не классифицирован                              |
| Сход | Не финишировал                                  |
| НКВ | Не прошёл квалификацию                          |
| НПКВ | Не прошёл предварительную квалификацию          |
| ДСК | Дисквалифицирован                               |
| ИСК | Исключён из протокола соревнований              |
| НС | Не стартовал в гонке                            |
| Т | Травмирован или болен                           |
| ОТК | Отказ от участия                                |
| НТР | Прибыл на соревнования, но на трассу не выезжал |
| НПР | Не прибыл к началу соревнований                 |
| НД | Недопущен до старта                             |
| О | Гонка отменена                                  |
| | Не участвовал                                   |
| Поул-позиция |                                                 |
| Быстрый круг |                                                 |

| 1988 | 250cc: Чемпионат Нидерландов | н/д                      | н/д | н/д | н/д | н/д | 3-й  |
| 1989 | 250cc: Чемпионат Нидерландов | н/д                      | н/д | н/д | н/д | н/д | 3-й  |
| 1989 | 250cc: Чемпионат Бенилюкса   | н/д                      | н/д | н/д | н/д | н/д | 1-й  |
| 1990 | 250cc: Чемпионат Нидерландов | н/д                      | н/д | н/д | н/д | н/д | 2-й  |
| 1990 | 250cc: Чемпионат Бенилюкса   | н/д                      | н/д | н/д | н/д | н/д | 1-й  |
| 1990 | 250cc: Чемпионат Европы      | н/д                      | н/д | н/д | н/д | н/д | 5-й  |
| 1991 | 250cc: Чемпионат мира        | VD Goorbergh-Aprilia     | 3   | 0   | 0   | 2   | 37-й |
| 1992 | 250cc: Чемпионат мира        | VD Goorbergh-Aprilia     | 13  | 0   | 0   | 2   | 23-й |
| 1993 | 250cc: Чемпионат мира        | VD Goorbergh-Aprilia     | 13  | 0   | 0   | 1   | 32-й |
| 1994 | 250cc: Чемпионат мира        | VD Goorbergh-Aprilia     | 14  | 0   | 0   | 24  | 17-й |
| 1995 | 250cc: Чемпионат мира        | Maxell Team Global-Honda | 13  | 0   | 0   | 50  | 12-й |
| 1996 | 250cc: Чемпионат мира        | MQP Racing-Honda         | 15  | 0   | 0   | 56  | 11-й |
| 1997 | 500cc: Чемпионат мира        | Millar MQP-Honda         | 15  | 0   | 0   | 29  | 19-й |
| 1998 | 500cc: Чемпионат мира        | Dee Cee Jeans-Honda      | 14  | 0   | 0   | 40  | 15-й |
| 1999 | 500cc: Чемпионат мира        | MuZ-Weber                | 16  | 2   | 0   | 40  | 16-й |
| 2000 | 500cc: Чемпионат мира        | TSR-Honda                | 16  | 0   | 0   | 85  | 13-й |
| 2001 | 500cc: Чемпионат мира        | Roberts-Proton           | 15  | 0   | 0   | 65  | 13-й |
| 2002 | MotoGP: Чемпионат мира       | Kanemoto-Honda           | 16  | 0   | 0   | 60  | 13-й |
| 2003 | Суперспорт: Чемпионат мира   | Yamaha Belgarda          | 11  | 1   | 0   | 136 | 3-й  |
| 2004 | Суперспорт: Чемпионат мира   | Yamaha Motor Italia      | 10  | 0   | 1   | 130 | 3-й  |
| 2005 | Суперспорт: Чемпионат мира   | Team Ducati Selmat       | 2   | 0   | 0   | 11  | 22-й |
| 2005 | MotoGP: Чемпионат мира       | Konica Minolta-Honda     | 2   | 0   | 0   | 12  | 20-й |
| 2005 | Супербайк: Чемпионат мира    | Rizla Suzuki             | 2   | 0   | 0   | 0   | НК   |
| 2009 | Ралли Дакар (мотоциклы)      | н/д                      | 1   | 0   | 0   | 0   | 17-й |
| 2010 | Ралли Дакар (багги)          | н/д                      | 1   | 0   | 0   | 0   | НФ   |
| 2011 | Ралли Дакар (багги)          | н/д                      | н/д | н/д | н/д | н/д | н/д  |